# Kristen Juul Christensen
Pour les articles homonymes, voir Juul et Christensen.
Kristen Juul Christensen, né le 27 novembre 1898 à Randers (Danemark) et mort le 29 juin 1977 à Hørning (Danemark), est un homme politique danois membre du parti Unité danoise (DS), ancien ministre et ancien député au Parlement (le Folketing).